# Гросмейстер
Гросмейстер (від нім. Großmeister, міжнародне скорочення — GM) — шаховий титул.
Титулом Міжнародний Гросмейстер (нім. Internationaler Großmeister, скор. IGM або в англомовному варіанті GMI) — нагороджуються шахісти світового класу шаховою організацією ФІДЕ. За винятком титулу «Чемпіона світу», гросмейстер — найвищий титул, якого може досягти шахіст. Це — довічний титул.
Шахові титули гросмейстерів, міжнародних майстрів і майстрів ФІДЕ відкриті як для чоловіків, так і для жінок. Починаючи з Нони Гапріндашвілі в 1978 році, низка жінок заробили титул гросмейстера.
Існує окремий титул для жінок — Жіночий Гросмейстер. Але цей термін іноді вживають неправильно, цим титулом нагороджують жінок, що за рівнем гри знаходяться приблизно між чоловічими титулами майстра ФІДЕ і міжнародного майстра.
ФІДЕ також нагороджує титулом гросмейстера композиторів шахових задач і найкращих гравців у шахи за листуванням.

## Історія
Наприкінці XIX і на початку XX століття популярним словом для позначення гравця світового класу було французьке слово «маестро».
Термін «гросмейстер» (або ґросмайстер, від. нім. Großmeister) використовували протягом турніру в Остенді в 1907 році. Турнір ділився на дві секції: Чемпіонат і Турнір майстрів. Секція Чемпіонату була для гравців, які раніше виграли міжнародний турнір. Зіґберт Тарраш виграв секцію Чемпіонат, випередивши Карла Шлехтера, Давида Яновського, Френка Маршалла, Амоса Берна і Михайла Чигоріна, пізніше цих гравців називали гросмейстери для цілей турніру. Слово «гросмейстер» не використовували, наприклад, в англійській мові аж до 1914 року.

### Перші формальні гросмейстери (1914)
Титул гросмейстерів було вперше формально надано російським імператором Миколою II, який 1914 року в іменному порядку нагородив ним п'ять шахістів: Емануїла Ласкера, Хосе Рауля Капабланку, Олександра Алехіна, Зіґберта Тарраша і Френка Маршалла. Ці шахісти були фіналістами знаменитого турніру 1914 року в Санкт-Петербурзі, який частково спонсорував імператор.

## Нестандартне вживання перед 1950 роком
До 1950 року термін «гросмейстер» іноді неофіційно застосовували до інших шахістів світового класу.
У 1927 році Шахова Федерація СРСР ввела титул Гросмейстер Радянського Союзу тільки для радянських шахістів. Цей титул було скасовано 1931 року, після того, як Борис Верлінський переміг в Шаховому Чемпіонаті СРСР 1929 року. Титул було повернено 1935 року, щоб нагородити Михайла Ботвинника, який став першим «офіційним» гросмейстером СРСР.

### Офіційний статус
Коли ФІДЕ реорганізувалася після Другої Світової Війни вона прийняла правила з приводу нагороди шаховими титулами. Титули були присуджені за рішенням Генеральних Зборів ФІДЕ і Арбітражного Комітету. ФІДЕ вперше нагородила титулом гросмейстера 1950 року 27 шахістів. Цими шахістами були:
- Найкращі гравці цього часу: чемпіон світу Михайло Ботвинник, і ті, хто кваліфікувався до турніру претендентів 1950 року: Ісаак Болеславський, Ігор Бондаревський, Давид Бронштейн, Макс Ейве, Рубен Файн, Сало Флор, Пауль Керес, Олександр Котов, Андор Лілієнталь, Мігель Найдорф, Самуель Решевський, Василь Смислов, Гідеон Штальберг і Ласло Сабо.
- Шахісти, які пішли із шахів, але були гравцями світового класу на піці своєї кар'єри: Йосип Бернштейн, Олдржих Дурас, Ернст Ґрюнфельд, Борислав Костіч, Григорій Левенфіш, Ґеза Мароці, Жак Мізес, В'ячеслав Рагозін, Акіба Рубінштейн, Фрідріх Земіш, Ксавери Тартаковер і Мілан Відмар.

### Положення 1953 року
Юхима Боголюбова не було введено до класу гросмейстерів і він не отримував титул до 1951 року, коли на арбітражному комітеті ФІДЕ проголосували 13 «за», 8 «проти» і 5 утримались. Югославія підтримувала введення титулу, на відміну від інших комуністичних країн. За новими правилами титул міжнародного гросмейстера ФІДЕ отримали:
1. Чемпіон світу.
2. Майстри, які мають абсолютне право грати в Турнірі претендентів або будь-які шахісти, які замінюють відсутнього суперника і заробляють як мінімум 50 % рахунок.
3. Переможці міжнародного турніру, що відповідають вказаним нормам і будь-які шахісти, що вигравали такі турніри за попередні чотири роки. Турнір має складатись як мінімум з одинадцятьох турів за участі сімох або більше гравців.
4. Гравець, що демонструє здатність бути рівним з трьома першими шахістами в міжнародному турнірі або матчі. Такі титули повинен схвалити Комітет кваліфікації з підтримкою як мінімум п'яти членів.

## Список наймолодших гросмейстерів

### За всю історію
| №  | Гравець                | Країна     | Років | Місяців | Днів | Рік  |
| -- | ---------------------- | ---------- | ----- | ------- | ---- | ---- |
| 1  | Абгіманью Мішра        | США        | 12    | 4       | 25   | 2021 |
| 2  | Сергій Карякін         | Україна    | 12    | 7       | 0    | 2002 |
| 3  | Доммараджу Гукеш       | Індія      | 12    | 7       | 17   | 2019 |
| 4  | Жавохір Сіндаров       | Узбекистан | 12    | 10      | 5    | 2019 |
| 5  | Рамешбабу Прагнанандха | Індія      | 12    | 10      | 13   | 2018 |
| 6  | Нодірбек Абдусатторов  | Узбекистан | 13    | 1       | 11   | 2017 |
| 7  | Парімар'ян Негі        | Індія      | 13    | 4       | 22   | 2006 |
| 8  | Магнус Карлсен         | Норвегія   | 13    | 4       | 27   | 2004 |
| 9  | Вей І                  | Китай      | 13    | 8       | 23   | 2013 |
| 10 | Раунак Садхвані        | Індія      | 13    | 9       | 28   | 2020 |